# Colydodes mammillaris
Colydodes mammillaris is een keversoort uit de familie somberkevers (Zopheridae). De wetenschappelijke naam van de soort werd in 1860 gepubliceerd door Francis Polkinghorne Pascoe.